# Lee (Jeans)
Lee er et firma, der producerer denim jeans. Det blev etableret i 1889, og hovedkvarteret er i Merriam, Kansas i USA. Det er ejet af VF Corporation. Deres jeans er en stor konkurrent til Levi's.

## Henry David Lee
I 1889 startede Henry David Lee et firma ved navn "H.D Lee Mercantile Company" i Kansas. Han var motiveret af den dårlige kvalitet af det udenlandske arbejdstøj og besluttede sig derfor at lave amerikansk arbejdstøj af høj kvalitet.